# Evelin Jahl
Evelin Schlaak, coniugata Jahl e, successivamente Herberg (Annaberg-Buchholz, 28 marzo 1956), è un'ex discobola tedesca, vincitrice della medaglia d'oro alle Olimpiadi di Montreal 1976 e Mosca 1980.

## Biografia
Nel 1973, a Duisburg, vinse i campionati Europei juniores, stabilendo il nuovo primato mondiale della categoria con un lancio a 60,00 metri, di ben un metro e mezzo superiore al precedente (58,50 m).
Nel 1974 migliorò il sul primato personale a 63,32 m, l'anno successivo a 63,44 m.
Durante la finale olimpica di lancio del disco a Montréal 1976, al primo della gara lanciò subito a 69,00 m, stabilendo così un ulteriore primato personale oltreché il nuovo record olimpico, relegando al secondo posto la bulgara Maria Vergova-Petkova ed al quarto la pluri-campionessa Faïna Mel'nyk.
Nel 1978 vinse il titolo europeo, con 66,98 m stabilendo, durante la stagione, il suo primo record mondiale assoluto con 70,72 metri, riuscendo poi a migliorarlo ulteriormente nel 1980 fino a 71,50 metri.
Alle Olimpiadi di Mosca 1980 riuscì a confermarsi di nuovo la "numero uno" del pianeta vincendo il suo secondo titolo di Campionessa olimpica, superando la bulgara Maria Vergova-Petkova, con il nuovo record olimpico a 69,96 m.
A livello di risultati, pari a lei, nel Ventesimo secolo, ci fu la sola Nina Romaškova, che riuscì a trionfare in due Olimpiadi (Helsinki 1952, Roma 1960), un campionato d'Europa stabilendo poi un primato del mondo assoluto.

## Tecnica di lancio
Lo stile di lancio di Evelin Schlaak: energico, ben coordinato e rapidissimo, fu caratterizzato da una rotazione iniziale di tipo inconsueto, avente quale perno il tallone sinistro anziché la punta dello stesso piede. Questa tecnica la si potrebbe definire come una specie di sequenza punta-tacco-punta estremamente veloce.

## Palmarès
| Anno | Manifestazione   | Sede              | Evento           | Risultato | Misura  | Note            |
| ---- | ---------------- | ----------------- | ---------------- | --------- | ------- | --------------- |
| 1973 | Europei juniores | Duisburg          | Lancio del disco | Oro       | 60,00 m |                 |
| 1976 | Olimpiadi        | Montréal          | Lancio del disco | Oro       | 69,00 m | Record olimpico |
| 1978 | Europei          | Praga             | Lancio del disco | Oro       | 66,98 m |                 |
| 1979 | Universiadi      | Città del Messico | Lancio del disco | Argento   | 63,00 m |                 |
| 1980 | Olimpiadi        | Mosca             | Lancio del disco | Oro       | 69,96 m | Record olimpico |

## Altre competizioni internazionali
1979
- Coppa Europa di atletica leggera ( Torino)

1981
- Coppa Europa di atletica leggera ( Zagabria)